# Materializmus

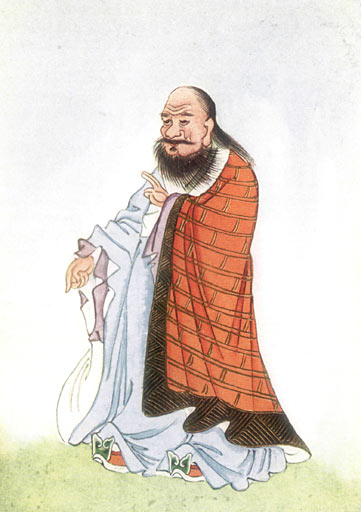
Lao-ce

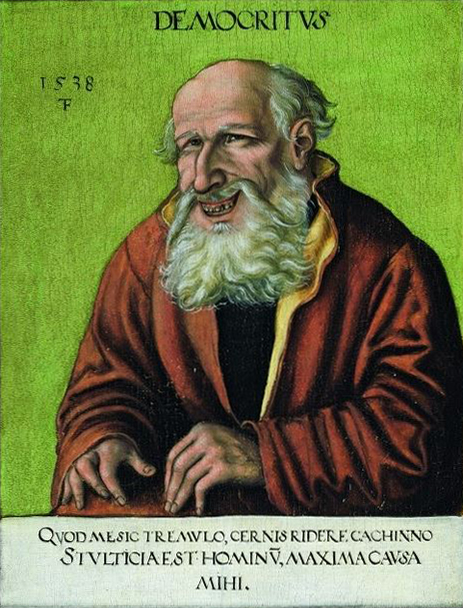
Démokritosz

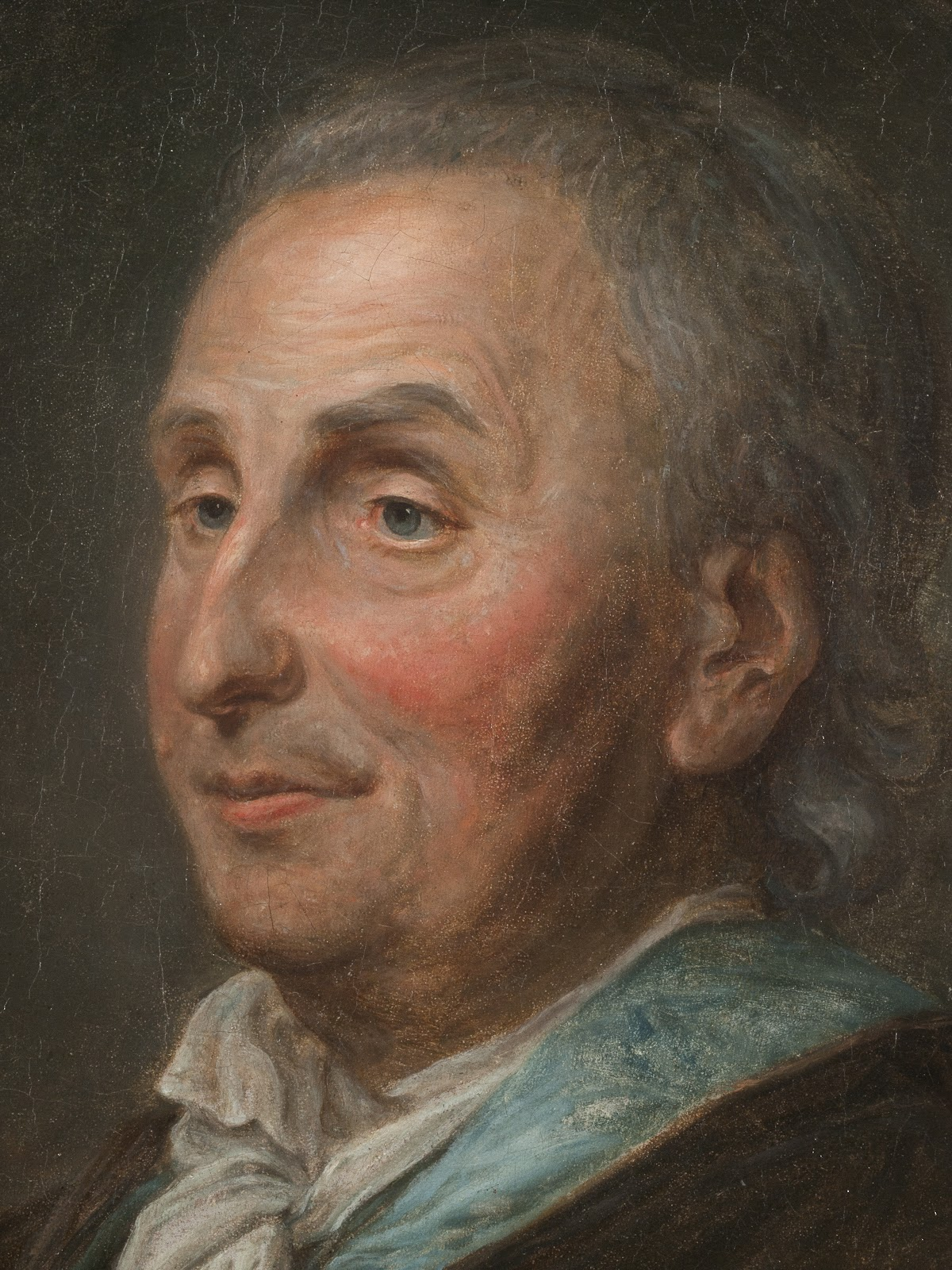
Denis Diderot

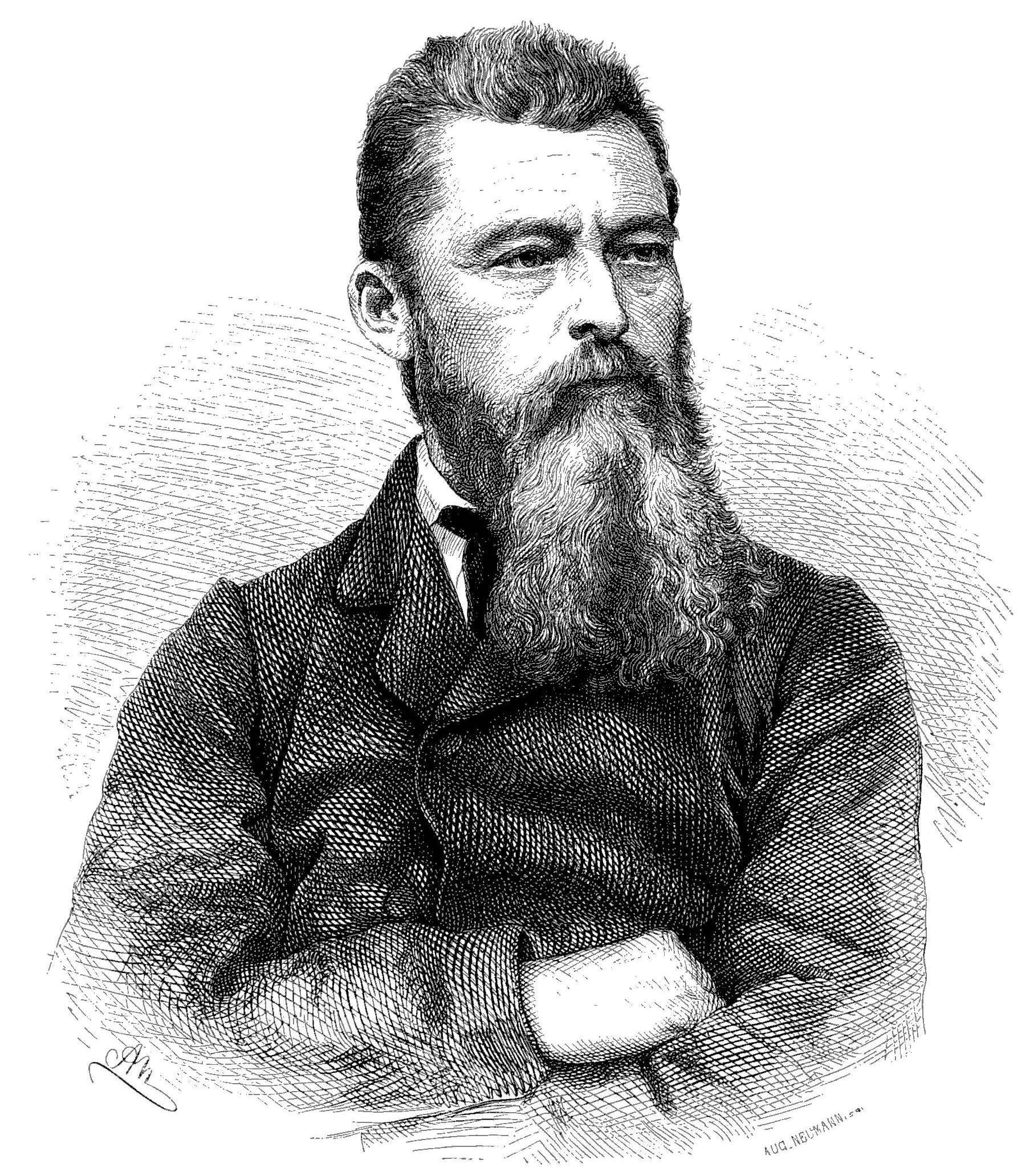
Ludwig Feuerbach

A materializmus filozófiai irányzat, amely a filozófia alapkérdésében abból indul ki, hogy az anyag, a természeti-társadalmi objektív lét, a létező valóság az elsődleges. A tudatot, a gondolkodást az anyag, az anyagi folyamatok által meghatározottnak tartja. A materializmus ellentéte az idealizmus, amely az embertől független szellemi lényt, istent, vagy emberi szellemet, eszmét, gondolkodást, pszichikumot, szubjektumot tart elsődlegesnek. A materializmus és az idealizmus ellentéte megjelenik a filozófia és sok más tudományág általános elveiben, kategóriáiban.

## Elnevezése
Neve a latin materialis (anyagi, anyagra vonatkozó) szóból származik. Mint tudományos szakkifejezést, terminus technicust a 17. században, az anyagról alkotott fizikai, természettudományi képzetek fejlődésével kezdték használni, például Robert Boyle. Leibniz már filozófiai értelemben is használta. Magyarra anyagelvűségnek fordítható.
A köznyelvben a materializmus kifejezést néha az anyagi, pénzügyi szempontok túlzott előtérbe helyezésére is alkalmazzák, anyagiasság értelemben. A filozófiai materializmus ellenfelei a szónak ezt a kétféle jelentését gyakran igyekeznek összemosni.

## Felosztása, fajtái
A huszadik századi magyar nyelvű – elsősorban marxista terminológiájú – filozófiai irodalomban a materializmus alábbi fajtáit, irányzatait különböztették meg:
- antik materializmus (a jelenségeket az eszmei-szellemi világtól függetlenül és azt megelőzően, konkrét anyagformákból eredeztető filozófiai irányzat)
- középkori és újkori mechanikus materializmus (az anyagi létezők összefüggéseit külsődleges viszonyukban tárgyaló materialista természetfilozófia)
- dialektikus materializmus (a természet, a társadalom és a gondolkodás legáltalánosabb összefüggéseit belső ellentmondásosságukban és önfejlődésükben tárgyaló materialista elmélet)
- történelmi materializmus (a dialektikus materializmusnak a társadalmi törvényszerűségeket tárgyaló része)
- vulgáris materializmus (a materializmus alapelveit durván leegyszerűsítő filozófiai áramlat)

## Története

### Antik materializmus
Az első materialista elméletek már a filozófia kezdetei során megjelentek, többek között a korai természettudományos eredmények, a csillagászat, a matematika fejlődésének hatására. Azok az ókori filozófusok, akik a filozófia alapvető kérdésére, az anyagi vagy a szellemi lét elsődlegességére vonatkozóan a materialista megoldásra hajlottak, igyekeztek megtalálni a természet sokféleségében minden létező őselvét. A korai görög filozófusok közül Hérakleitosz, Anaxagórász, Empedoklész, Démokritosz, Epikurosz, a kínaiak közül Lao-ce, Vang Csung a világ anyagiságának és az embertől független létezésének elvét vallották. Az ókori materialisták egy része egyben dialektikus gondolkodó is volt. Az ókori materializmus legfejlettebb változatait Leukipposz és Démokritosz munkálta ki.
A középkorban a materializmus a vallásos világnézet túlnyomó elterjedése miatt háttérbe szorult. A materialista tendenciák a nominalizmusban és a panteizmusban – ami az isten és a természet együttes örökkévalóságát, azonosságát hirdette – jelentkeztek.

### Mechanikus materializmus
Az újkor elején, a természettudományok és a társadalom fejlődésével, a polgárság gazdasági, politikai és ideológiai szerepének növekedésével a materializmus fejlődése új lendületet kapott. E kor materializmusát nevezték a későbbiekben metafizikus vagy mechanikus materializmusnak. Egy sor gondolkodó (Bacon, Galilei, Hobbes, Gassendi, Spinoza, Locke) lépett fel a középkori skolasztika és az egyházi tekintély ellen és a gyakorlati tapasztalatokra, a kor természettudományos eredményeire koncentráltak. Ezen az alapon próbálták megfogalmazni a világ anyagi természetére, a jelenségek közötti objektív, anyagi természetű kauzális kapcsolatokra, az anyag tulajdonságaira vonatkozó nézeteiket. A kor kutatói a természettudományok különböző területeit önállóan, egymástól függetlenül, analitikus módszerekkel, adott állapotukban – fejlődésüket figyelmen kívül hagyva – vizsgálták.
A korszak materialista tanai között fontos helye van a 18. századi francia materializmusnak (La Mettrie, Diderot, Helvétius és Holbach). Ők a mozgást, változást még mechanikusan fogták fel, de már a természet egyetemes és elidegeníthetetlen sajátosságának tartották, és túlléptek a korábbi materialisták deista jellegű következetlenségein. Különösen jellegzetes volt e korban a materializmus és az ateizmus természetes kapcsolatának előtérbe kerülése.
A középkori és újkori mechanikus materializmus csúcspontját Feuerbach munkásságában, az általa antropológiai materializmusnak nevezett filozófiai irányzatban érte el csúcspontját. Feuerbach Hegel idealizmusát, az emberi lényeg visszavezetését az öntudatra. Hangsúlyozta az idealizmus szoros kapcsolatát a vallással. Feuerbach azonban egészében vetette el Hegel filozófiáját, nem ismerte fel a hegeli dialektika fontos eredményeit. Az embert elvont individuumként, biológiai lényként vizsgálta, nem vette figyelembe gyakorlati tevékenységének és tudatának szerepét, az objektum és a szubjektum kölcsönhatását.
A 19. században működő orosz forradalmi demokraták (Belinszkij, Herzen, Csernisevszkij) tovább művelték a materialista filozófiát, és azt több dialektikus vonással is gazdagították.

### Dialektikus és történelmi materializmus
A mechanikus materializmus addigi eredményeit, elsősorban Feuerbach materializmusát egyesítette szervesen Hegel dialektikus szemléletével és módszerével Karl Marx és Friedrich Engels a 19. század derekán, létrehozva a marxizmusnak nevezett komplex ideológia filozófiáját, a dialektikus és történelmi materializmust.

#### Dialektikus materializmus
A dialektikus materializmus alapgondolatait Engels foglalta össze „Anti-Dühring” című munkájában: Az anyag különböző mozgásformái (fizikai, kémiai, biológiai, társadalmi) egymásra épülnek, az anyagi világ jelenségei ellentmondásosak, állandó változásban és fejlődésben vannak. A különböző szintek az alsóbb szintekből keletkeznek történetileg, és törvényszerűségeik logikailag azokból magyarázhatók. A dialektikus materializmus fogalomrendszerében a minőségi szintváltás jelenti a dialektikus tagadást, amelynek során az alsóbb szint bizonyos sajátosságai módosulva ugyan, de megőrződnek a felsőbb szinten. Az ismételt szintváltás újra megjeleníti az eredeti minőséget, de más mennyiségi meghatározottsággal.

#### Történelmi materializmus
A történelmi materializmus posztulált alaptételeként Marx és Engels a Német ideológia című munkájukban annak elismerését fogalmazták meg, hogy (1) valóságos egyének és cselekvéseik léteznek, (2) az egyéneknek anyagi életfeltételeik vannak, (3) ezek az életfeltételek részben készen találtak, részben pedig azokat maguk a cselekvő egyének hozzák létre. Az elmélet alapjainak első részletes kifejtését a két szerző A Kommunista Párt kiáltványa c. munkájában hozta nyilvánosságra.
A társadalmi szerveződés gazdasági bázisán a termelőerők (munkaerő, termelési eszközök) és a termelési viszonyok (munkamegosztás, elosztás, tulajdon) között feszülő ellentmondásoknak köszönhetően a gazdaság dinamikája ellentmondásba kerül a saját működési kereteit biztosító jogi-politikai felépítménnyel. A termelési viszonyok érdekartikulációt (érdekkülönbségeket és érdekazonosságokat) hoznak létre az emberi közösségeken belül és azok között. Az így keletkező érdekcsoportok közül kitüntetett szerepük van a társadalmi létük minőségileg bővített újratermelésében érdekelt különböző tulajdonosi osztályoknak, amelyek értékrendjükben és normatív tudatformáikban (jog, erkölcs, vallás) is különböznek, és akik érdekkonfliktusaik következtében ellentétbe kerülhetnek egymással.
Az osztályellentétek kezelésének legfőbb eszköze az állam, amely egyszersmind a normatív tudatformák intézményesült bázisát is képezi. A termelőerők újraelosztása körül a fennálló gazdasági-politikai rend megtartásában és eltörlésében érdekelt osztályok között kialakuló osztályharc legkiélezettebb formája a forradalom. Ez lényegi, visszafordíthatatlan változást okoz az alapvető termelési eszközök tulajdonlásában, egyszersmind új, a termelőerők további fejlődését biztosító termelési viszonyokat is létrehozva.
Az árucserét a társadalmi munkamegosztás kialakulásával növekvő munkatermelékenység, és az így keletkező terméktöbblet teszi lehetővé – ám a termelőközösségek közötti szakosodás szükségessé is teszi azt. Megszűnése akkor következik be, amikor a termelés alanyai (a termelő emberek és közösségeik) növekvő szabadidejüknek köszönhetően egyre több munkaforma elvégzésére válnak alkalmassá, személyiségük sokoldalúvá, univerzálissá válik, és a társadalmi munkamegosztás vertikális és horizontális rendszerében már bármely tevékenységet elvégezhetnek. Ennek, és a termelési eszközök növekvő automatizálásának köszönhetően munkájuk elveszíti kényszerű jellegét, a szakosodás fokozatos megszűnése pedig elsorvasztja a hagyományos áru-, pénz- és tulajdonviszonyokat. Az állam elhal, mert a termelés alanyai már a piacralépés előtt tudatosan alkalmazkodnak a változó szükségletekhez, a termelőerők újraelosztása automatizálódik, a termelési eszközök elkülönült tulajdonlása, s vele együtt az osztálytagozódás is megszűnik.
A történelmi materializmus az emberiség történelmében az ősközösségi, despotikus ázsiai, az antik, a feudális-germán, a kapitalista, a szocialista és a kommunista minőségi szintjeit különbözteti meg a társadalmi szerveződésnek.

### Természettudományi vagy vulgáris materializmus
A materializmus további fejlődése során élesen elvált egymástól két irányzat, a dialektikus és történelmi materializmus saját önfejlődése, valamint a természettudományi vagy vulgáris materializmus, amely végül a pozitivizmusba torkollott. 
A vulgáris materializmus a materializmus alapelveit végletesen leegyszerűsítő filozófiai irányzat. Virágkorát a 19. század derekától élte, a természettudományok rohamos fejlődése korában, amikor az új felfedezések sorra megrengették az addigi idealista és vallási képzeteket, és a természettudósok ösztönös materializmusa pozitivista módon reagált az idealista filozófiára. Képviselői (többek között Carl Vogt, Ludwig Büchner, Jakob Moleschott) népszerűsítették az új tudományos eredményeket, szembeállítva azokat, megfogalmazásuk szerint, a „filozófiai sarlatánsággal”. Ilyen módon az idealizmussal együtt teljes egészében elvetették magát a filozófiát is, kijelentve, hogy minden filozófiai kérdést konkrét természettudományos vizsgálódás alapján kell megoldani.
A vulgáris materializmust a dialektikus és történelmi materializmustól leginkább az különbözteti meg, hogy a tudatot magát és sok társadalmi jelenséget kizárólag fiziológiai, biológiai, fizikai folyamatok következményének tartották, míg az előbbi szerint az emberi tudat a társadalmi fejlődés terméke, az emberi pszichikum tartalmát alapvetően a társadalmi lét határozza meg.
A természettudományi vagy vulgáris materializmus tendenciája a természettudományok és a filozófia fejlődése során a későbbiekben is gyakran megjelent. A polgári filozófusok azzal vádolták a materializmust, hogy amorális, és nem érti meg a tudat természetét. A vulgármaterialista tételekre hivatkozva azokat gyakran azonosítják a materializmussal általában, és kijelentik, hogy az anyagelvű elméletekben a lelki-szellemi jelenség nem különül el a fizikaitól: minden mentális állapot, tulajdonság, folyamat és működés elvben azonos valamely fizikai állapottal, tulajdonsággal, folyamattal. Mások, főleg a természettudományok művelői, a filozófiát teljes egészében negatív értelemben vett ideológiának tekintik és hermetikusan el kívánják zárni a „tiszta” természettudományoktól. Így a modern természettudomány képviselőinek nagy része elutasítja a materializmussal járó ateizmust, valamint gyakran az ismeretelméleti optimizmust. Sok tudós deklaráltan idealistának vallja magát, vagy pozitivista módon elutasít minden filozófiát, minden ideológiát, a szaktudományos kutatásaiban azonban ténylegesen materialista pozíciókat foglal el. Ilyen álláspontokat képviselt például Ernst Haeckel és Ludwig Boltzmann.